# Flagge und Wimpel

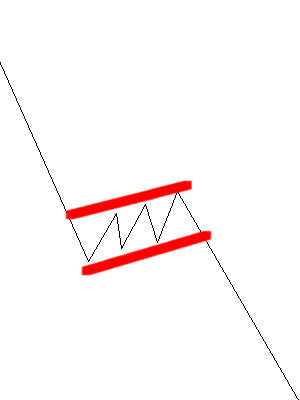
Beispiel einer bearishen Flagge

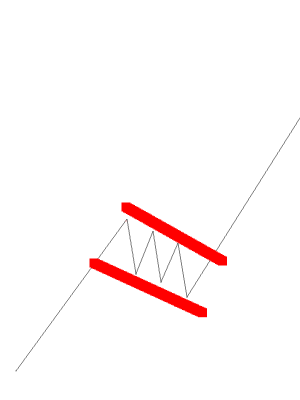
Beispiel einer bullishen Flagge

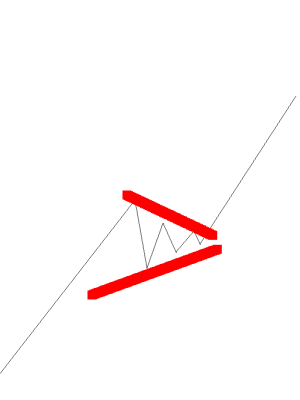
Beispiel eines bullishen Wimpels

Flagge und Wimpel (engl.: „Flag“ und „pennant“) sind Begriffe der Chartanalyse.

## Flaggen
Das Bild einer Flagge entsteht, wenn über einen gewissen Zeitraum im Wertpapierchart zunächst die Verbindungen der lokalen Maxima und der lokalen Minima parallel zueinander verlaufen und danach ein starker Kursdurchbruch nach oben oder unten erfolgt. Eine Flagge zeigt innerhalb eines längerfristigen Trends eine meist kurzzeitige Umkehr der Trendrichtunug an.
Eine Bärenflagge (bearishe Flagge, Bearflag) entsteht nach Durchbruch einer Unterstützung nach unten in einem Abwärtstrend als kurzzeitiger Aufwärtstrend mit einem nach oben gerichteten Parallelogramm, bis das Wertpapier wieder an Wert verliert und die untere Linie der Flagge nach unten durchbricht. Sowohl der erste Durchbruch der Unterstützung als auch der zweite Durchbruch der unteren Flaggenlinie werden als Verkaufssignale interpretiert.
Eine Bullenflagge (bullishe Flagge, Bullflag) entsteht nach Durchbruch eines Widerstandes nach oben in einem Aufwärtstrend als kurzzeitiger Abwärtstrend mit einem nach unten gerichteten Parallelogramm, bis das Wertpapier wieder an Wert gewinnt und die obere Linie der Flagge nach oben durchbricht. Sowohl der erste Durchbruch der Widerstandes als auch der zweite Durchbruch der oberen Flaggenlinie werden als Kaufsignale interpretiert.
Eine neutrale Flagge (auch Range oder Seitwärtsphase) ist ein waagerechtes Parallelogramm. Sie kann im Abwärts- und im Aufwärtstrend vorkommen und charakterisiert meist eine Konsolidierungsphase.

## Wimpel
Wimpel (auch Dreieck genannt) verhalten sich ähnlich wie Flaggen, nur verlaufen sie statt in einem Parallelogramm zu einem Dreieck, bevor die Kurse wieder ansteigen bzw. abfallen.